# Fake town baby
「fake town baby」（フェイク・タウン・ベイビー）は、UNISON SQUARE GARDENの13thシングル。2017年11月15日にトイズファクトリーより発売された。

## 概要
前作「Invisible Sensation」に次いでバンド初の2週連続リリースの第2弾となる2017年3作目のシングル。UNISON SQUARE GARDENが1年に3枚シングルをリリースするのは2017年が初めてである。
表題曲は、TVアニメ『血界戦線 & BEYOND』オープニングテーマとなっている。
UNISON SQUARE GARDENが『血界戦線』を原作としているアニメの楽曲を担当するのは10thシングル『シュガーソングとビターステップ』（TVアニメ『血界戦線』第1期エンディングテーマ）以来、約2年半ぶり。
また初回限定盤に付属のライブCDには今夏、心斎橋Music Club JANUSと川崎CLUB CITTAで行なったシングルリリース記念ライブ『UNISON SQUARE GARDEN×TOWER RECORDS “10% roll, 10% romance” Release Live』で披露された楽曲から11曲が収録される。
ジャケットは『ペンローズの階段』およびM・エッシャーの『上昇と下降』がモチーフとなっている。

## 収録曲

### Disc1
| 全作詞・作曲: 田淵智也、全編曲: UNISON SQUARE GARDEN。 |                                                               |          |            |      |
| #                                                      | タイトル                                                      | 作詞     | 作曲・編曲 | 時間 |
| 1.                                                     | 「fake town baby」(テレビアニメ『血界戦線 & BEYOND』OPテーマ) | 田淵智也 | 田淵智也   | 4:23 |
| 2.                                                     | 「リトルタイムストップ」                                      | 田淵智也 | 田淵智也   | 4:19 |
| 3.                                                     | 「きみはいい子」                                              | 田淵智也 | 田淵智也   | 4:52 |
| 合計時間:                                              | 合計時間:                                                     | 13:34    |            |      |

### Disc2（初回限定盤のみ）
| #         | タイトル                  | 作詞  | 作曲・編曲 | 時間 |
| --------- | ------------------------- | ----- | ---------- | ---- |
| 1.        | 「場違いハミングバード」  |       |            | 4:38 |
| 2.        | 「BUSTER DICE MISERY」    |       |            | 3:53 |
| 3.        | 「10% roll, 10% romance」 |       |            | 4:36 |
| 4.        | 「流れ星を撃ち落せ」      |       |            | 3:00 |
| 5.        | 「きみのもとへ」          |       |            | 4:59 |
| 6.        | 「マスターボリューム」    |       |            | 3:15 |
| 7.        | 「flat song」             |       |            | 4:06 |
| 8.        | 「RUNNERS HIGH REPRISE」  |       |            | 4:34 |
| 9.        | 「天国と地獄」            |       |            | 3:52 |
| 10.       | 「オリオンをなぞる」      |       |            | 4:26 |
| 11.       | 「crazy birthday」        |       |            | 3:35 |
| 合計時間: | 合計時間:                 | 44:54 |            |      |